# Михаил III Шишман
Михаи́л III Шишма́н (болг. Михаил Шишман)— царь Болгарии в 1323—1330 годах. Сын видинского деспота Шишмана, брат деспота Белаура.
Точный год его рождения неизвестен, но предполагается, что он родился между 1280 и 1292 годами. Михаил был основателем последней правящей династии Второго Болгарского царства — Шишманов, хотя после коронации использовал имя Асень, чтобы подчеркнуть свою связь с династией Асеней.
Энергичный и амбициозный Михаил вел агрессивную, но противоречивую внешнюю политику в отношении Византии и Сербии, итогом которой стало катастрофическое поражение в битве при Велбыжде, стоившее ему жизни. Ему наследовал его сын Иван Стефан, а затем его племянник Иван Александр.

## Путь к трону
Михаил родился между 1280 и 1292 годами и был сыном видинского деспота Шишмана и неназванной дочери севастократора Петра и Анны-Феодоры (дочери Ивана Асеня II). Он также был дальним родственником своих предшественников на болгарском троне — Феодора Святослава Тертера и Георгия II Тертера. После заключения мира между его отцом и сербским королём Стефаном Милутином в 1292 году Михаил был помолвлен с сербской принцессой Анной-Недой. Они поженились в 1298 или 1299 году.
С середины XIII века Видин сохранял автономию внутри болгарского господства, и им правили последовательно Яков Святослав (ум. 1276), Шишман (ум. между 1308 и 1313) и Михаил Шишман. Шишман получил высокий придворный титул деспот от Феодора Святослава Тертера, а Михаил в венецианском источнике именовался как деспот Болгарии и правитель Видинский. После смерти сербским королём Стефана Милутина Михаил Шишман получил возможность вести более активную политику в болгарской столице Тырново. Вскоре он завоевал ведущие позиции в среде болгарской знати, и после смерти молодого Георгия II Тертера в 1323 году был избран царем Болгарии. По мнению некоторых историков, Михаил был выбран царем благодаря родственным связям с династией Асеней. Его сводный брат Белаур сменил его в качестве деспота Видина.

## Отношения с Византией

### Война с византийцами

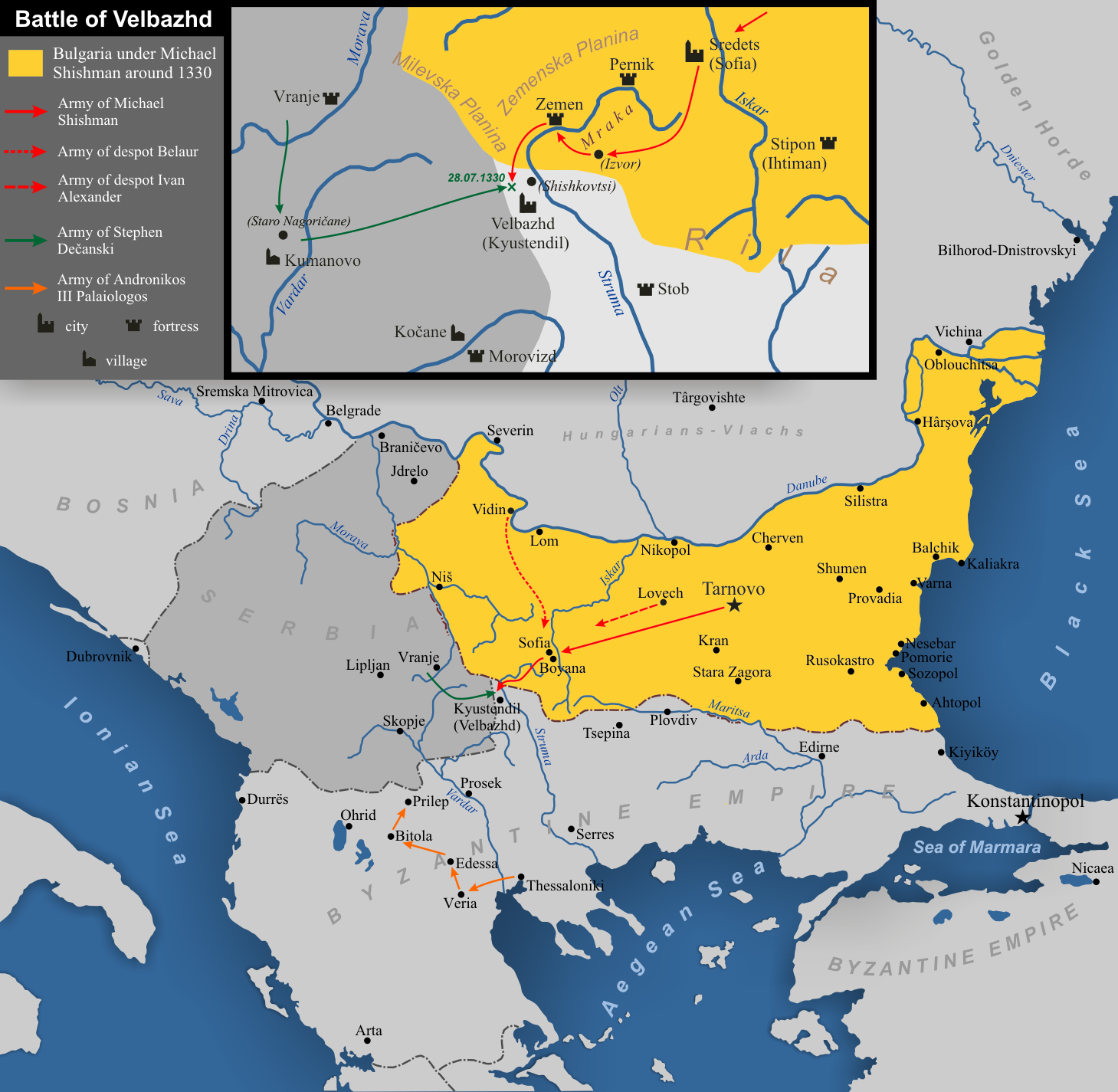
Болгария в период правления Михаила Шишмана.

Внезапная смерть Георгия II Тертера сопровождалась кратким периодом хаоса и безвластия, чем воспользовался византийский император Андроник III Палеолог. Византийцы захватили северо-восточную Фракию и захватили ряд городов, включая Ямбол, Лардею, Ктению, Русокастро, Поморие, Созополь и Агатопол. В это же время византийский ставленник Войсил, брат бывшего болгарского царя Смилеца, засел в Крыне, контролируя горные переваля в восточной и центральной Болгарии. В этих условиях вновь избранный Михаил Шишман двинулся на юг против Андроника III, пока византийская армия во главе с самим императором осаждала Филиппополь (Пловдив). Осада оказалась неудачной, несмотря на то, что византийцы применили громадную пятиэтажную осадную башню. Михаил воспользовался занятостью византийцев осадой и стремительно отвоевал потерянные города, таким образом, заставив византийцев отступить.
Хотя Михаил Шишман вынудил Андроника III отступить, византийцы вскоре удалось взять Филиппополь, пока болгары меняли состав гарнизона. Несмотря на потери, царь сумел изгнать Войсила, а также в 1324 году полностью восстановить болгарский контроль над северной и северо-восточной Фракией, которая была утрачена во время междуцарствия. В том же 1324 году болгарский царь вторгся в Византию и достиг Траянополиса и нижнего течения реки Марица. Андроник III Палеолог не смог помешать болгарам, поскольку его силы значительно уступали в численности. Он даже предложил Михаилу честный поединок, чтобы решить конфликт. Болгарский царь ответил словами, процитированными впоследствии Иоанном Кантакузином: 
Глуп тот кузнец, который вместо того, чтобы взять раскаленное железо клещами, берет его руками. Он должен быть высмеян, поскольку рискует не просто своей армией, а собственным телом.
Византийский император, как говорили, был взбешен этим ответом. Тем не менее, Михаил, который был в курсе конфликта между Андроником III и Андроником II, намекнул первому, что мог бы помочь ему в борьбе с его дядей, после чего вернулся в Болгарию и начал подготовку к переговорам.

### Мирное соглашение и участие в гражданской войне в Византии
На переговорах, состоявшихся в Константинополе, было решено, что обе страны должны начать переговоры, несмотря на призывы болгарской знати к продолжению войны. Михаил Шишман развелся с женой Анной-Недой и женился на Феодоре Палеолог, 35-летней вдове царя Феодора Святослава. Точные причины этого поступка не выяснены. Многие историки предполагают, что брак был призван укрепить союзнические отношения с византийцами перед лицом новой угрозы — сербы стали проникать в болгарскую Македонию. Брак действительно укрепил мир с Византией, более того, потребность в союзнике сделала Михаила склонным к компромиссам. На переговорах с византийцами было решено, что граница между государствами должна пройти по линии Филиппополь-Черномен-Созополь. Соглашение было окончательно подписано осенью 1324 года, и Михаил Шишман провел последующие несколько лет в мире с соседями.
В 1327 году Михаил вмешался в гражданскую войну Византии, поддержав своего шурина Андроника III, в то время как сербский король принял сторону его соперник Андроника II. Андроник III и Михаил Шишман встретились в Черномене (по данным Никифора Григоры, — в Дидимотике) и договорились о союзе против Сербии. Византийский император также обещал Болгарии земли с несколькими городами и большую сумму денег в случае победы в борьбе за власть. Благодаря этому союзу Андроник III получил контроль над Македонией, но его успех заставил Михаила тайно вступить в переговоры с Андроником II, предложив военную поддержку в обмен на деньги и уступку некоторых приграничных земель. Болгарский правитель послал отряд из 3 000 всадников охранять императорский дворец в Константинополе и Андроника II, однако истинными его намерениями был захват города и пленение старого императора. Андроника II предупредил Андроник III, и император принял меры предосторожности.

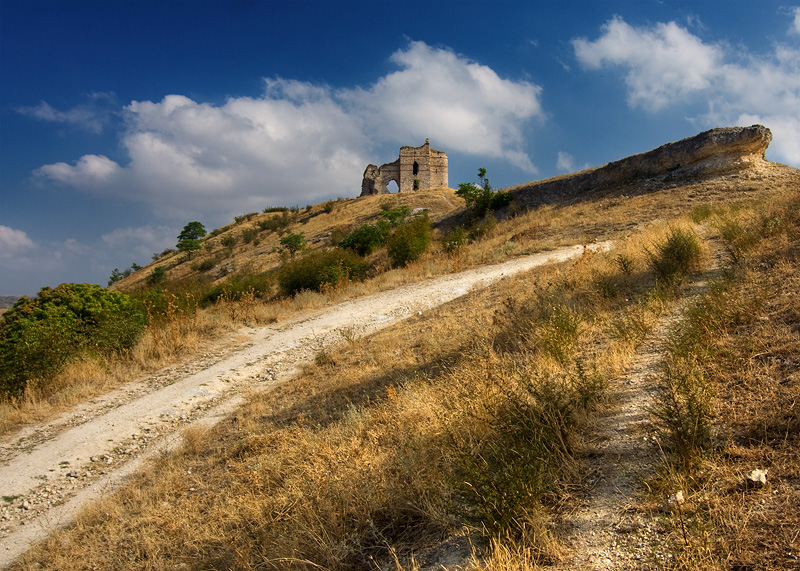
Крепость Маточина.

После победы Андроника III в борьбе за власть Михаил Шишман попытался заполучить приграничные территории военным путём. Он вторгся во Фракию в июне 1328 года, разграбил окрестности Визе, но был вынужден отступить при встрече с армией императора. После этого болгары 60 дней осаждали Адрианополь, но безрезультатно, и в итоге были вынуждены подтвердить условия мирного договора, после чего Михаил вернулся на родину. В свою очередь болгары вернули византийцам крепость Маточина, захваченную на начальных этапах кампании. В начале 1329 года болгарский царь в ходе личной встречи с византийским императором договорились о совместных военных действиях против набиравшей силу Сербии. В местечке, известном как Кримни между Созополем и Поморие стороны подписали соглашение о "прочном мире и вечном союзе".

## Отношения с Сербией

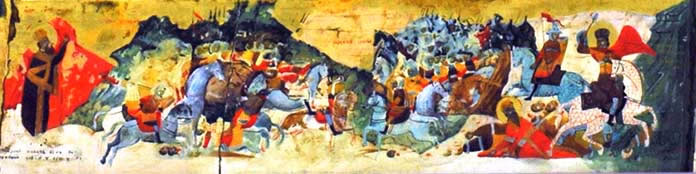
Битва при Вельбажде.

Развод с Анной-Недой в 1324 году ухудшил отношения между Болгарией и Сербией, которые были довольно доброжелательными с начала XIV века. Анне-Неде пришлось покинуть столицу Тырново со своими сыновьями и искать убежища у своего брата Стефана Дечанского, сербского короля. Стефан Дечанский, занятый борьбой со своим двоюродным братом Стефаном Владиславом, был не в состоянии противостоять Михаилу. Болгарский царь признал Владислава королём Сербии, но его помощи оказалось недостаточно. Весной 1324 года Стефан Дечанский послал будущего сербского архиепископа Данило II вести переговоры с болгарами в Тырново, но миссия ничего не дала. Два соседа выступили оппонентами и в условиях византийской гражданской войны, когда болгары поддержали Андроника III, а сербы — Андроника II.
После заключения соглашения с Андроником III в 1328 году Михаил Шишман начал подготовку к войне с сербами Согласно сербским летописям, он высокомерно потребовал, чтобы сербский король явился к нему для переговоров, и пригрозил "поставить свой трон в середине сербской земли". В 1330 году Михаил, рассчитывая, что армия Андроника III присоединится к его походу, двинулся на Сербию с войском из 15 000 солдат, получив также подкрепление из Валахии и Молдавии . Сначала он направился в Видин, где, как полагают историки, рассчитывал объединить свои силы с солдатами своего брата Белаура, а затем двинулся на юг. Из-за плохой координации действий с византийцами болгарская армия встретилась с 15-тысячной армией сербов в одиночку в районе Вельбыжда. На личной встрече болгарского и сербского правителей было достигнуто соглашение об однодневном перемирии — обе стороны ожидали прихода подкреплений. Опираясь на соглашение, Михаил Шишман разрешил своим солдатам заняться восполнением запаса провизии. Однако в первой половине дня 28 июля к сербам прибыло подкрепление в лице 1 000 хорошо вооруженных каталонских наемников во главе с сыном короля Стефаном Душаном, и сербы, нарушив договор, напали на болгарский лагерь. Несмотря на неожиданное нападение, Михаил попытался быстро привести свои войска в боевое состояние, но было слишком поздно, и сербы одержали победу. Исход битвы изменил геополитическое положение на Балканах на последующие несколько десятилетий, хотя Болгария и не потеряла много территорий.

## Гибель и наследие

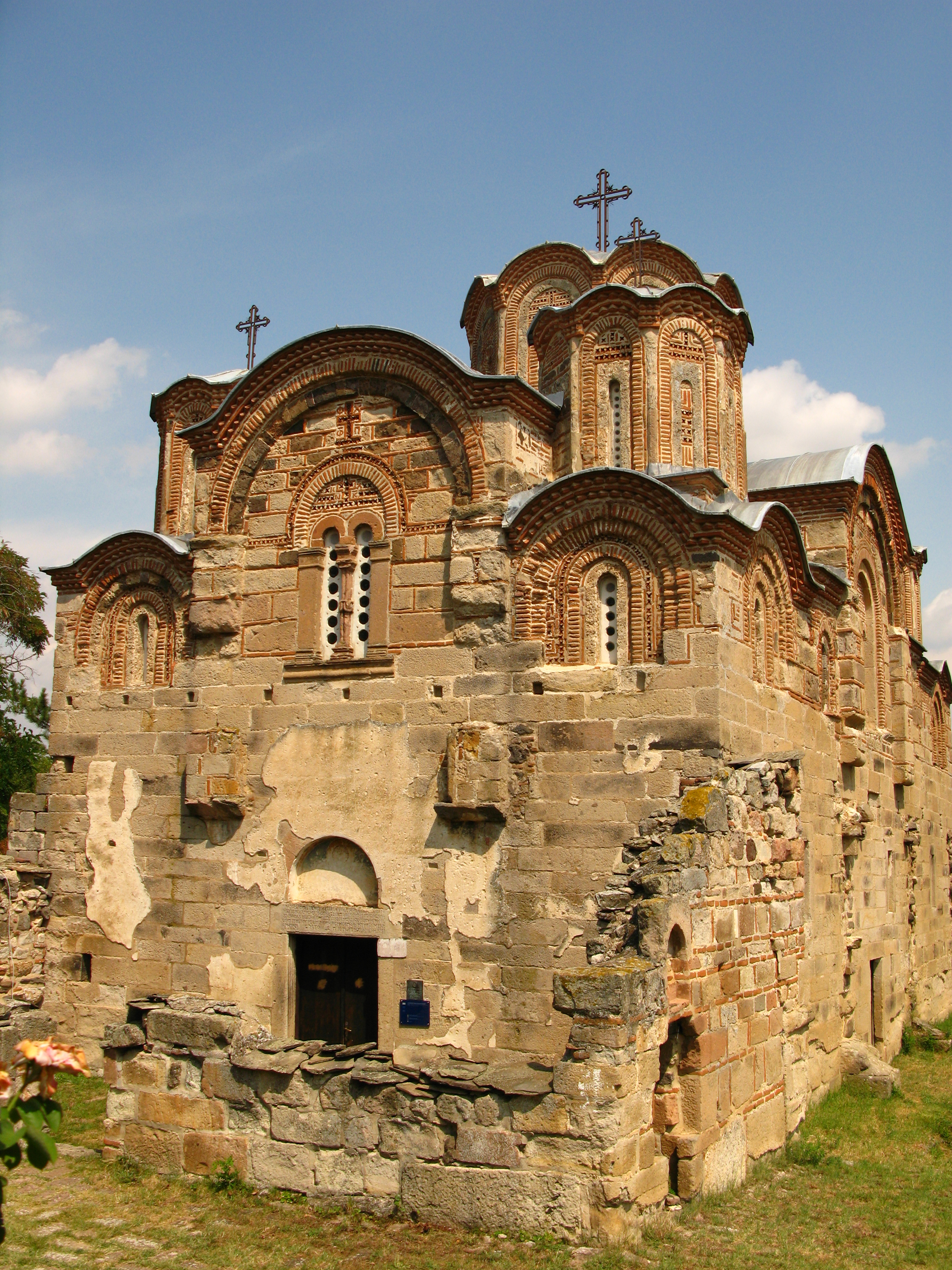
Церковь Святого Георгия, где был погребен Михаил Шишман.

Обстоятельства смерти Михаила Шишмана неясны. Согласно византийскому императору и историку Иоанну Кантакузину, царь был смертельно ранен в бою и вскоре умер. Другой византийский историк предполагает, что Михаил прожил после ранения более трех дней и умер на четвертый день. Сербские хроники утверждают, что его лошадь упала во время боя и раздавила всадника. Когда тело царя доставили к Стефану Дечанскому, он оплакивал его, но отметил, что болгарский правитель сам "предпочел войну миру". Болгарский писатель XV века Григорий Цамблак писал, что Михаил Шишман был пленен и убит сыном сербского короля Стефаном Душаном. Он был похоронен в церкви Св. Георгия в селе Старо Нагоричино, однако позже его останки перенесены в церковь Сорока Великомучеников в Велико-Тырново.
Михаил Шишман остался в истории как энергичный и агрессивный правитель. Ему удалось укрепить болгарскую государственность после нескольких десятилетий междоусобиц. Андреев называет его самым ярким болгарским монархом XIV века. Согласно Иоанну Кантакузину, он желал расширить свою страну до пределов от Константинополя до Дуная. Он также был первым болгарским правителем на протяжении десятилетий, который пытался вести более активную политику в Македонии. Печать Михаила Шишмана изображена на купюре в 2 болгарских лева, выпускаемой в 1999 и 2005 годах.

## Семья
Михаил Шишман был женат первым браком на Анне-Неде, дочери сербского короля Стефана Милутина. От неё царь имел несколько детей, в том числе Ивана Стефана — наследника болгарского престола. От второго брака с Феодорой Палеолог, дочерью Михаила IX Палеолога, Михаил Шишман имел несколько детей, чьи имена неизвестны.